# Año Internacional de las Montañas
2002 fue proclamado Año Internacional de las Montañas por la Asamblea General de las Naciones Unidas mediante la resolución 53/24, adoptada el 10 de noviembre de 1998. Su designación respondió a la creciente preocupación por la sostenibilidad de los ecosistemas montañosos y las comunidades que dependen de ellos, en línea con el capítulo 13 del Programa 21, adoptado en la Conferencia de Río de 1992 sobre Medio Ambiente y Desarrollo.
La Organización de las Naciones Unidas para la Agricultura y la Alimentación (FAO) fue designada como organismo coordinador de las actividades conmemorativas, trabajando en conjunto con el Programa de las Naciones Unidas para el Medio Ambiente (PNUMA), el Programa de las Naciones Unidas para el Desarrollo (PNUD), la UNESCO y otras entidades internacionales.
Posteriormente, la Asamblea General reafirmó la importancia de esta proclamación a través de la resolución 57/245, adoptada el 20 de diciembre de 2002, donde se destacaron los logros alcanzados y se decidió establecer el 11 de diciembre como el Día Internacional de las Montañas, a partir de 2003.

## Actividades y alcance
Durante este año, se llevaron a cabo numerosas iniciativas a nivel mundial con el objetivo de sensibilizar sobre la importancia de las montañas, fomentar su desarrollo sostenible y promover la erradicación de la pobreza en estas regiones. Se organizaron eventos en países como Alemania, Bután, Canadá, Ecuador, India, Italia, Kirguistán, Nepal, Perú y Suiza, donde se abordaron políticas de conservación y estrategias para el desarrollo sostenible en zonas montañosas.
Uno de los eventos más significativos fue la Cumbre Mundial de Bishkek sobre las Montañas, celebrada en Kirguistán del 28 de octubre al 1 de noviembre de 2002. En esta cumbre se adoptó la Plataforma de Bishkek sobre las Montañas, un documento que estableció líneas de acción para la cooperación internacional en el desarrollo sostenible de las zonas montañosas. Asimismo, durante la Cumbre Mundial sobre el Desarrollo Sostenible de Johannesburgo (2002), se creó la Alianza Internacional para el Desarrollo Sostenible de las Zonas de Montaña, con el apoyo de 29 países, 16 organizaciones intergubernamentales y 16 grupos de la sociedad civil.
El apoyo financiero para las actividades conmemorativas provino de contribuciones voluntarias de gobiernos, organizaciones internacionales, el sector privado y ONG. En total, se establecieron 74 comités nacionales encargados de coordinar iniciativas en sus respectivos países.